# Jardim Itaipu
Jardim Itaipu é um bairro da região sudoeste de Goiânia. É subdividido em Jardim Itaipu I e II.
O bairro se localiza próximo à divisa de Goiânia com o município de Abadia de Goiás, localizado na região metropolitana. Da mesma forma, é próximo de outros bairros da região sudoeste, como o Garavelo.
Segundo dados do Instituto Brasileiro de Geografia e Estatística (IBGE), divulgados pela prefeitura, no Censo 2010 a população do Jardim Itaipu era de 4 815 pessoas. 
Sua principal avenida se chama Vieira Santos por onde passam ônibus e grande fluxo de veículos, o comércio na região possui crescimento elevado.
A região foi construída pela luta das pessoas que chegaram no final da década de 80, antigamente até o começo dos anos 2000 vivia-se denominado pela terra do (NEM), nem Aparecida de Goiânia, nem Goiânia, foi quando entrou o prefeito Iris Rezende na gestão 2005 que trouxe grande impacto de infra estrutura para o Jardim Itaipu e bairros complementares. Com asfalto e iluminação e instalação de água encanada entre diversas obras beneficiando o setor que o colocou hoje no patamar em que está, um setor periférico que porém e de grande participação na economia de Goiânia. E um dos mais importantes da região sudoeste da capital do estado de Goiás.